# Premios Phoenix Film Critics Society
Los Premios Phoenix Film Critics Society (PFCS) son entregados desde el año 2000 por la organización estadounidense del mismo nombre, con base en Phoenix, Arizona. 
Está formada por críticos de películas que en diciembre de cada año votan por la entrega de los premios. La película que más premios ha conseguido ha sido El Señor de los Anillos: el retorno del Rey en el año 2003, que reunió un total de ocho: "Mejor director", "Mejor adaptación", "Mejor partitura original", "Mejor diseño de producción", "Mejor cinematografía", "Mejor efectos visuales", "Mejor montaje" y "Mejor fotografía".

## Categorías
- Mejor actor (también denominado "Mejor Interpretación de un Actor en un Papel Protagónico")
- Mejor actriz (también denominado "Mejor Interpretación de una Actriz en un Papel Protagónico")
- Mejor guion adaptado (también denominado "Mejor guion adaptado de otro medio")
- Mejor película animada
- Revelación del año (Actuación)
- Revelación del año (Dirección)
- Mejor cinematografía
- Mejor diseño de vestuario
- Mejor director
- Mejor documental
- Mejor montaje
- Mejor reparto
- Mejor película
  - Top 10 películas
- Mejor Película en Lengua Extranjera
- Mejor película familiar de acción en vivo
- Mejor maquillaje
- Mejor banda sonora original
- Mejor banda sonora adaptada
- Mejor guion original
- Mejor canción original
- Película del año dominante
- Mejor diseño de producción
- Mejor Actor Secundario (también denominado "Mejor Interpretación de un Actor en un Papel Secundario")
- Mejor Actriz Secundaria (también denominado "Mejor Interpretación de una Actriz en un Papel Secundario")
- Mejores efectos visuales
- Mejor Actor Joven
- Mejor Actriz Joven
- Mejores dobles